# Facundo Píriz
Facundo Julián Píriz González (Tarariras, 27 marzo 1990) è un calciatore uruguaiano con passaporto italiano, centrocampista del Plaza Colonia.

## Carriera

### Club
La sua carriera da calciatore professionista inizia nel 2009 quando entra a far parte della prima squadra di Montevideo, il Nacional Montevideo. Debutta con la maglia dei tricolors il 2 maggio 2010 nel match, vinto, contro il Cerrito.
Tra il gennaio del 2013 e l'estate del 2017 ha giocato con il Terek Groznyj nella massima serie russa.
Il 28 luglio 2017 passa a titolo definitivo al Montpellier.

### Nazionale
Dopo tre anni trascorsi nell'Under-17 e nell'Under-20, debutta nel 2010 con la maglia de La Celeste.

## Statistiche

### Presenze e reti nei club
Statistiche aggiornate al 27 settembre 2019.
| Stagione           | Squadra            | Campionato         | Campionato | Campionato | Coppe nazionali | Coppe nazionali | Coppe nazionali | Coppe continentali | Coppe continentali | Coppe continentali | Altre coppe | Altre coppe | Altre coppe | Totale | Totale |
| Stagione           | Squadra            | Comp               | Pres       | Reti       | Comp            | Pres            | Reti            | Comp               | Pres               | Reti               | Comp        | Pres        | Reti        | Pres   | Reti   |
| ------------------ | ------------------ | ------------------ | ---------- | ---------- | --------------- | --------------- | --------------- | ------------------ | ------------------ | ------------------ | ----------- | ----------- | ----------- | ------ | ------ |
| 2009-2010          | Nacional           | PD                 | 1          | 0          |                 |                 |                 | CL                 | 0                  | 0                  |             |             |             | 1      | 0      |
| 2010-2011          | Nacional           | PD                 | 21         | 1          |                 |                 |                 | CL                 | 3                  | 0                  |             |             |             | 24     | 1      |
| 2011-2012          | Nacional           | PD                 | 28         | 1          |                 |                 |                 | CL                 | 6                  | 0                  | CS          | 2           | 0           | 36     | 1      |
| 2012-2013          | Nacional           | PD                 | 10         | 0          |                 |                 |                 | -                  | -                  | -                  | -           | -           | 0           | 10     | 0      |
| Totale Nacional    | Totale Nacional    | Totale Nacional    | 60         | 2          |                 |                 |                 |                    | 9                  | 0                  |             | 2           | 0           | 71     | 2      |
| gen.-giu. 2013     | Terek Groznyj      | PL                 | 6          | 1          | CR              | 0               | 0               | -                  | -                  | -                  | -           | -           | -           | 6      | 1      |
| 2013-2014          | Terek Groznyj      | PL                 | 15         | 0          | CR              | 1               | 0               | -                  | -                  | -                  | -           | -           | -           | 16     | 0      |
| 2014-2015          | Terek Groznyj      | PL                 | 11         | 0          | CR              | 1               | 0               | -                  | -                  | -                  | -           | -           | -           | 12     | 0      |
| 2015-2016          | Terek Groznyj      | PL                 | 11         | 1          | CR              | 3               | 0               | -                  | -                  | -                  | -           | -           | -           | 14     | 1      |
| 2016-2017          | Terek Groznyj      | PL                 | 26         | 1          | CR              | 2               | 0               | -                  | -                  | -                  | -           | -           | -           | 28     | 1      |
| Totale Terek       | Totale Terek       | Totale Terek       | 69         | 3          |                 | 7               | 0               |                    |                    |                    |             |             |             | 76     | 3      |
| 2017-2018          | Montpellier        | L1                 | 15         | 0          | CF+CdL          | 1+4             | 0+0             | -                  | -                  | -                  | -           | -           | -           | 20     | 0      |
| 2018-2019          | Montpellier        | L1                 | 6          | 0          | CF+CdL          | 0+1             | 0+0             | -                  | -                  | -                  | -           | -           | -           | 7      | 0      |
| Totale Montpellier | Totale Montpellier | Totale Montpellier | 21         | 0          |                 | 6               | 0               |                    | -                  | -                  |             | -           | -           | 27     | 0      |
| Totale carriera    | Totale carriera    | Totale carriera    | 150        | 5          |                 | 13              | 0               |                    | 9                  | 0                  |             | 2           | 0           | 164    | 5      |

## Palmarès

### Club

#### Competizioni nazionali
- Campionato uruguaiano: 2

Nacional: 2010-2011, 2011-2012